# Horní Heřmanický rybník
Horní Heřmanický rybník je rybník o rozloze vodní plochy asi 3,6 ha, zhruba obdélníkovitého tvaru o rozměrech asi 250 × 150 m, nalézající se na Sloupnickém potoce asi 0,7 km severozápadně od centra obce České Heřmanice v okrese Ústí nad Orlicí. Je součástí rybniční soustavy sestávající ze tří rybníků - zbývajícími rybníky jsou Dolní Heřmanický rybník, Prostřední Heřmanický rybník. Zakreslen je již na mapovém listě č. 149 z prvního vojenského mapování z let 1764–1768.
Rybník je využíván pro chov ryb.

## Galerie

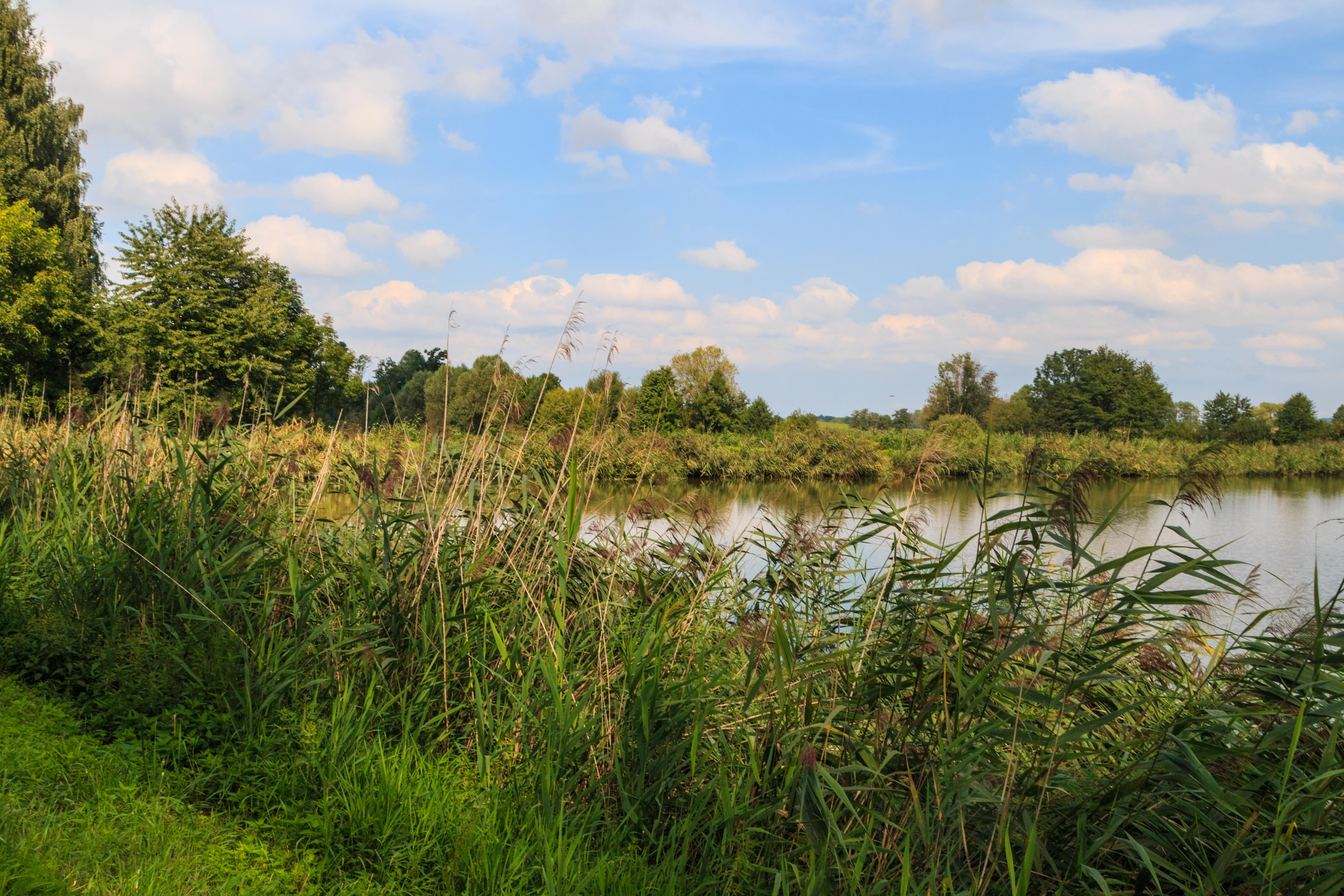
Pohled na Horní Heřmanický rybník
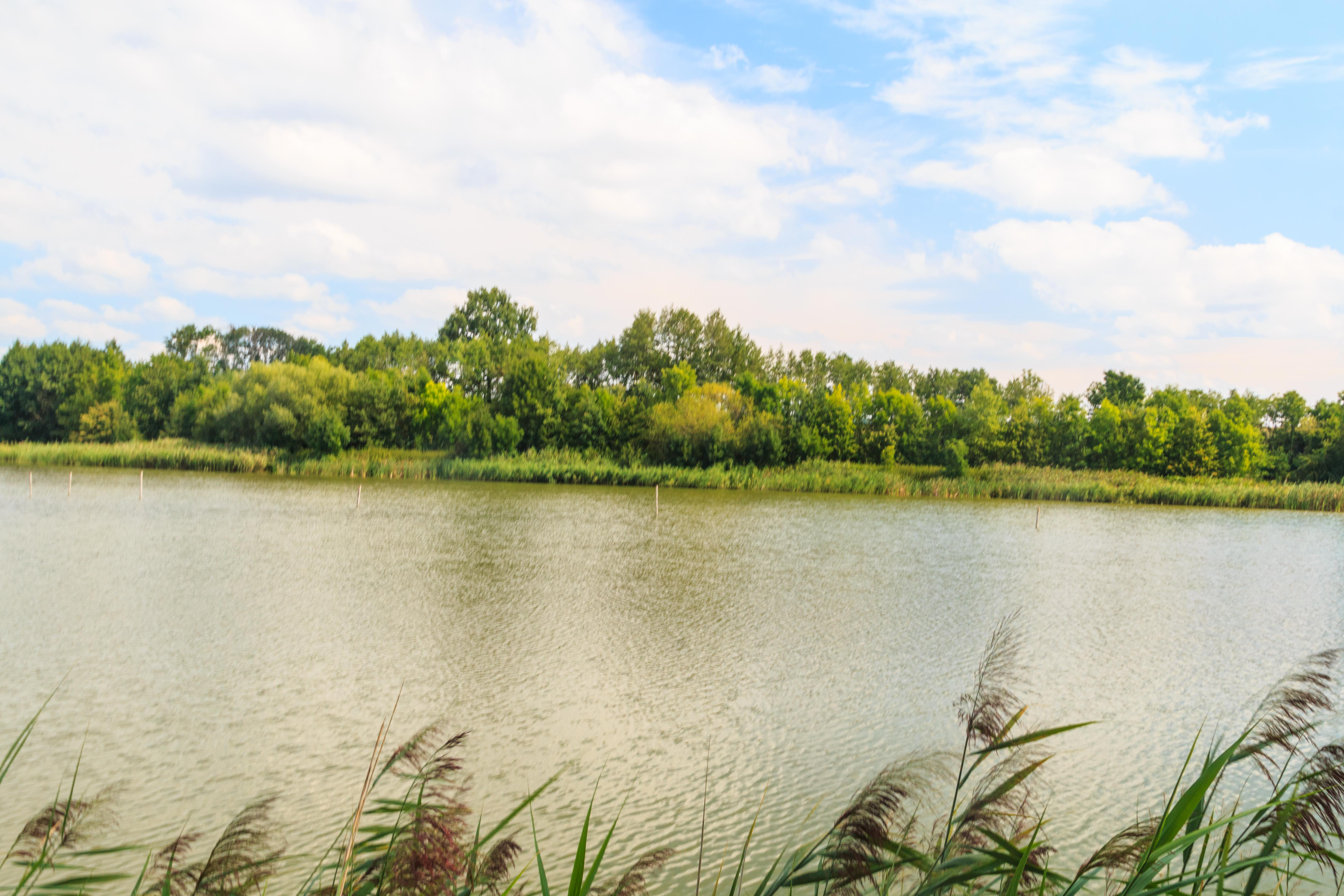
Pohled na Horní Heřmanický rybník
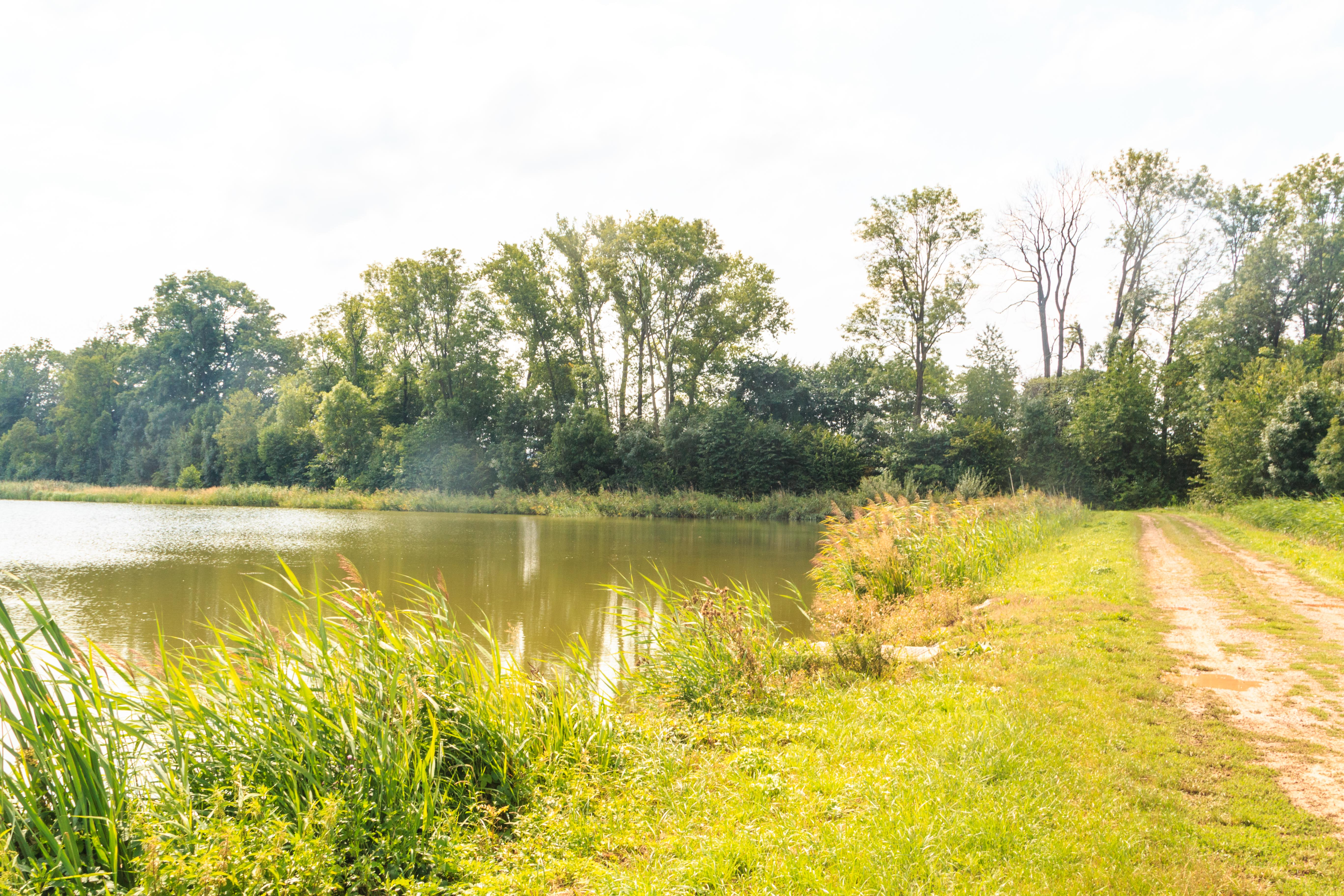
Pohled na Horní Heřmanický rybník
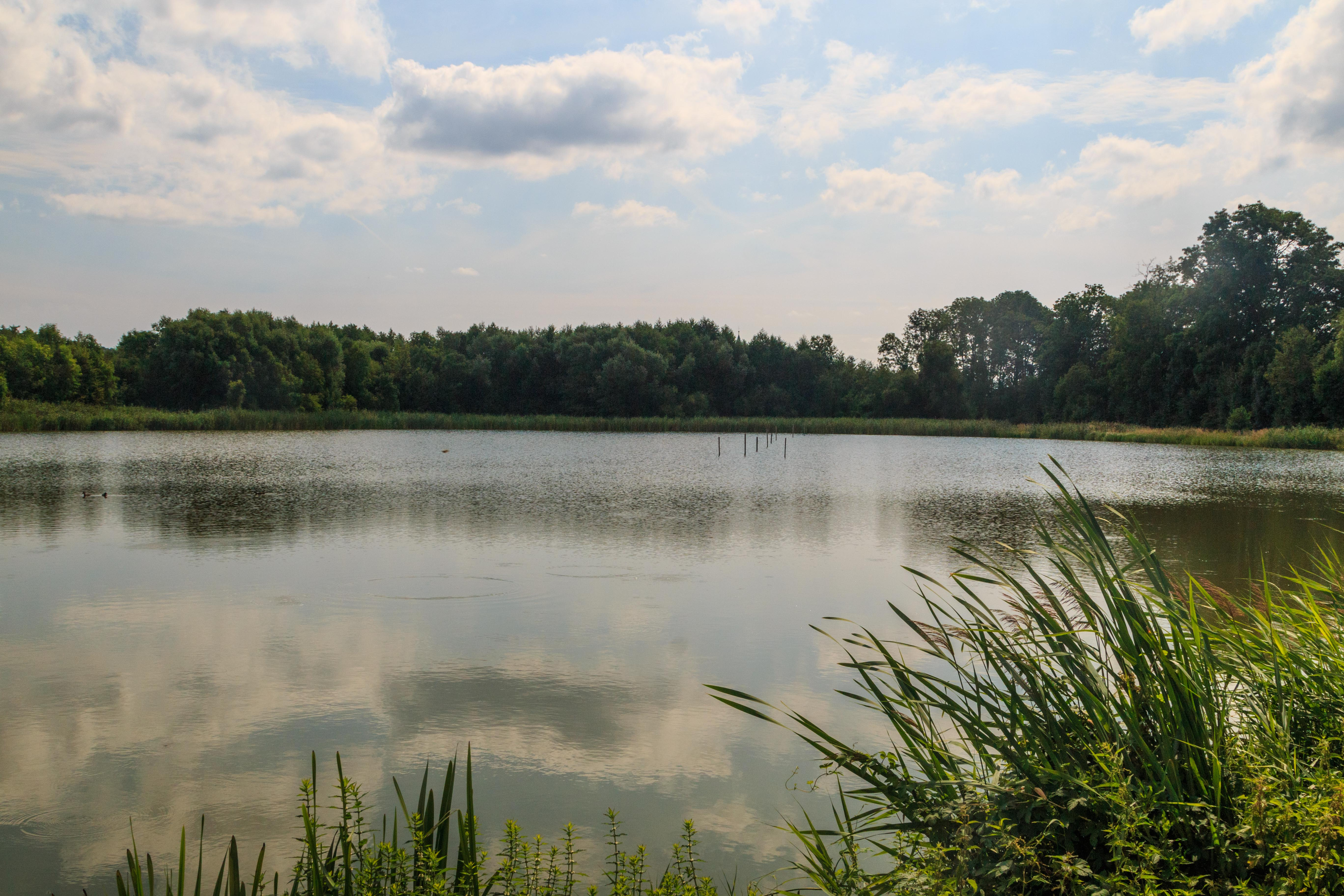
Pohled na Horní Heřmanický rybník
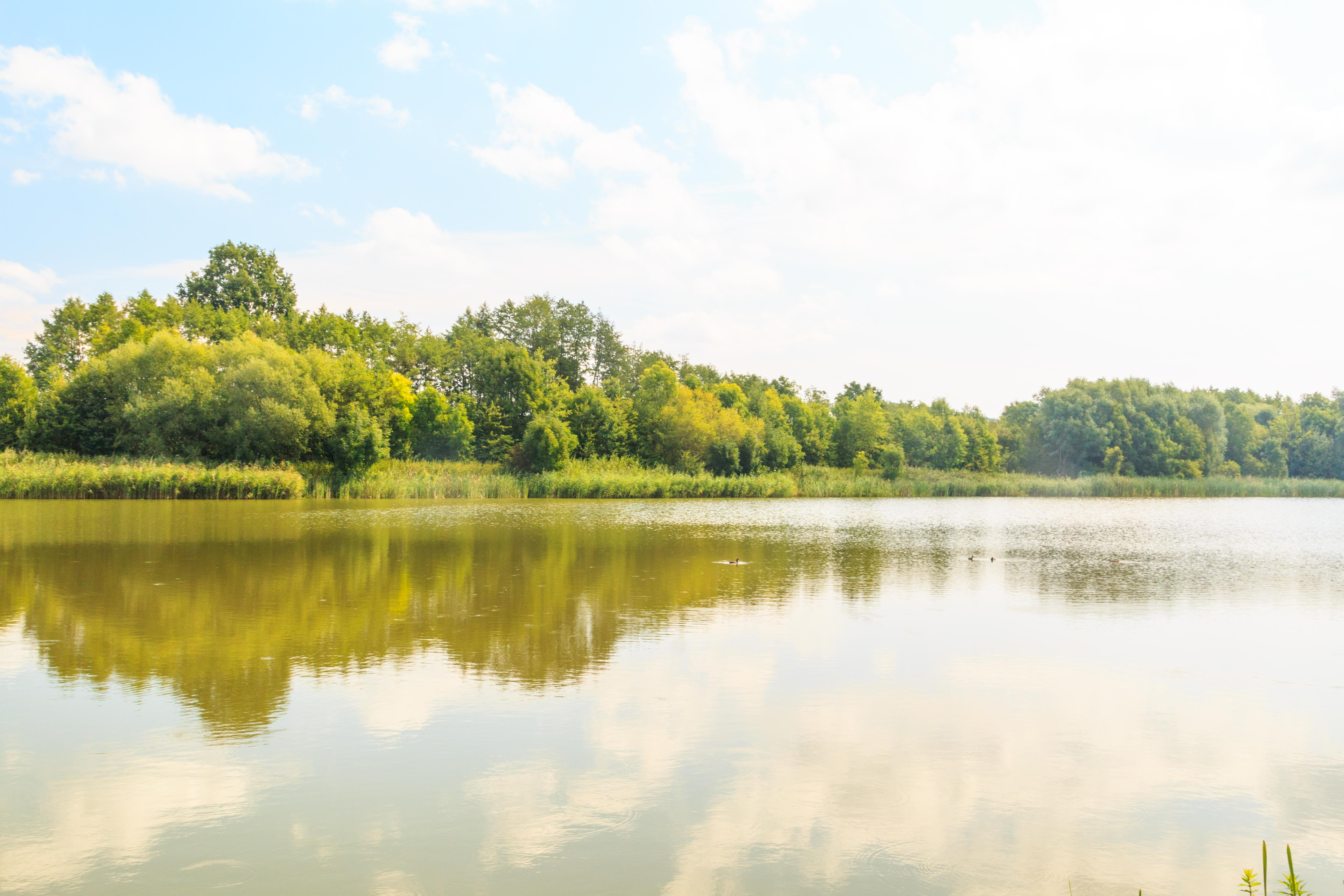
Pohled na Horní Heřmanický rybník
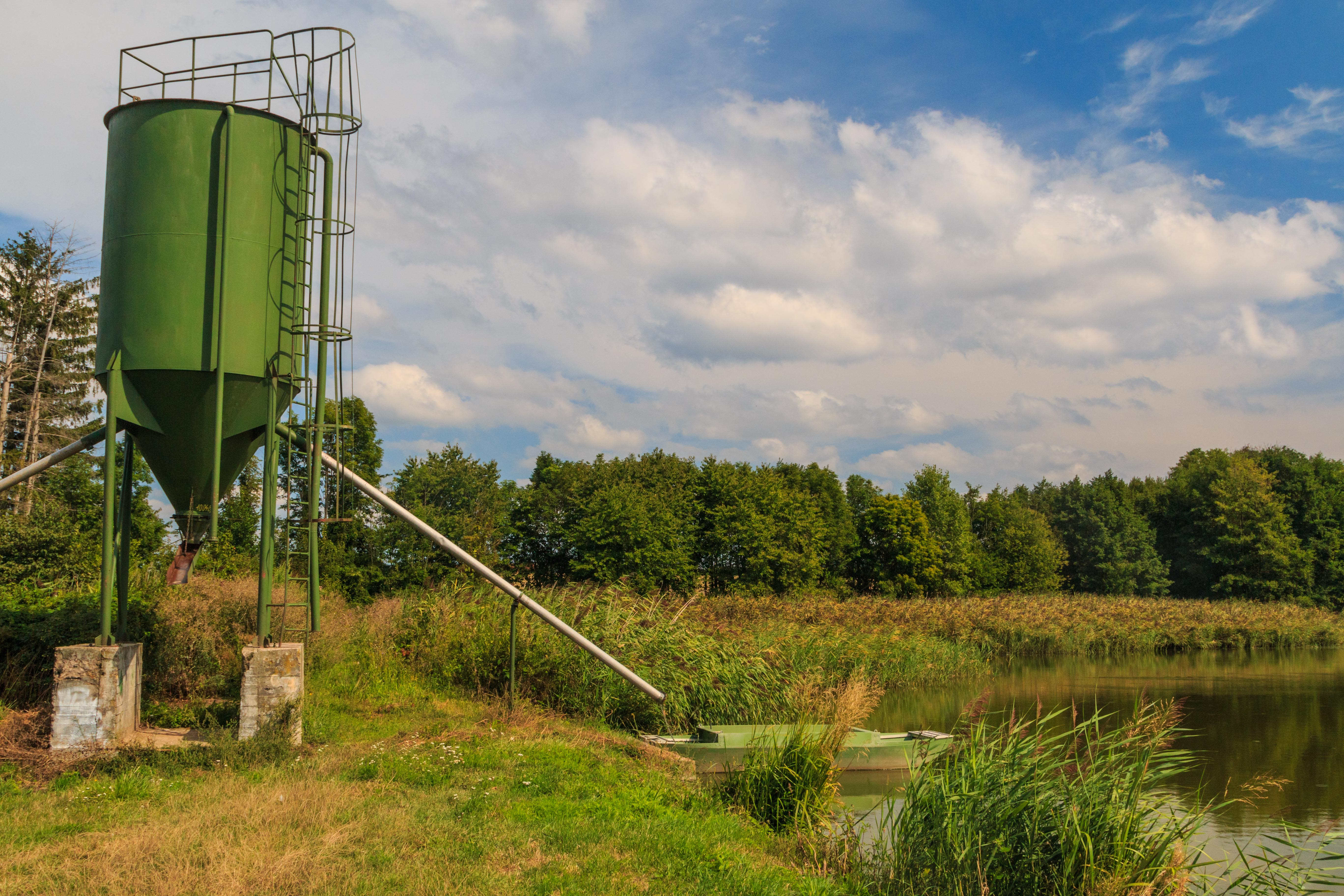
Pohled na Horní Heřmanický rybník